# Stana Drăgoi
Stana Drăgoi (Geburtsname: Stana Bălan; * 9. November 1922 in Bâlhacu, C. A. Rosetti, Kreis Buzău) ist eine ehemalige rumänische Politikerin der Rumänischen Kommunistischen Partei PCR (Partidul Comunist Român) und Diplomatin, die unter anderem zwischen 1978 und 1985 Botschafterin in Dänemark sowie zugleich Botschafterin in Island war.

## Leben
Die als Stana Bălan geborene Stana Drăgoi besuchte vier Klassen der Grundschule und arbeitete von 1936 bis 1943 als Hilfsarbeiterin in einer Bäckerei in Buzău sowie anschließend zwischen 1943 und 1946 als Spinnerin in der Stofffabrik „Scherg“ in Brașov. Während dieser Zeit wurde sie im September 1945 Mitglied der damaligen Kommunistischen Partei Rumäniens PCdR (Partidul Comunist din Romania) und engagierte sich 1945 in der Stofffabrik „Scherg“ als Mitglied des Gewerkschaftsrates für Kulturarbeit. Im Anschluss war sie von 1948 bis 1949 Vorsitzende des Rates der Arbeitnehmergewerkschaft der Textilindustrie in Brașov und Mitglied des Ausschusses der Union der Gewerkschaften der Textilindustrie. Nachdem sie zwischen 1948 und 1949 ein Studium an der Parteihochschule „Ștefan Gheorghiu“ absolviert hatte, arbeitete sie von Juli 1949 bis September 1950 als Instrukteurin und zuletzt als Sekretärin für Organisation im Parteikomitee der nunmehrigen Rumänischen Arbeiterpartei PMR (Partidul Muncitoresc Român) im Kreis Prahova beziehungsweise zwischen September 1950 und Februar 1951 als Sekretärin für Propaganda und Agitation des Parteikomitees der Region Prahova. Anschließend war sie in der zentralen Parteiverwaltung von Februar bis November 1951 zunächst Aktivistin sowie anschließend zwischen November 1951 und 1952 Leiterin der Sektion Massenkulturelle Arbeit in der Abteilung Propaganda und Agitation des Zentralkomitees (ZK) der PMR, ehe sie von 1952 bis zum 5. Juni 1956 Instrukteurin in der Sektion Massenpolitische Arbeit der ZK-Abteilung für Propaganda beschäftigt war.
Nachdem Stana Drăgoi von 1956 bis 1959 ein Studium an der Parteihochschule der KPdSU „Wladimir Iljitsch Lenin“ in Moskau absolviert hatte, fungierte sie nach ihrer Rückkehr zwischen Juli 1959 und 1961 als Leiterin der Sektion Massenpolitische Arbeit der ZK-Abteilung für Propaganda und daraufhin von 1961 bis 1963 als Vizevorsitzende des Nationalen Frauenrates CNF (Consiliul Național al Femeilor). Anschließend war sie zwischen 1963 und 1960 Sekretärin des Weltgewerkschaftsbundes in Prag. Sie wurde auf dem Neunten Parteitag der PCR (19. bis 24. Juli 1965) zum Mitglied des ZK der PCR gewählt und gehörte diesem Gremium nach ihrer Wiederwahl auf dem Zehnten Parteitag der PCR (6. bis 12. August 1969) bis zum Elften Parteitag der PCR (24. bis 27. November 1974) an. Während sie zwischen 1970 und dem 14. Februar 1972 Vizevorsitzende der Textilarbeitergewerkschaft UST (Uniunea Sindicatelor Textile) war, wurde sie im August 1971 auch stellvertretende Abteilungsleiterin des Zentralrates des Allgemeinen Gewerkschaftsbundes UGSR (Uniunea Generală a Sindicatelor din România).
Anschließend fungierte Stana Drăgoi zwischen dem 14. Februar 1972 und dem 7. Juni 1978 als Generalsekretärin des Nationalrates der Rumänischen Nationalen Rotkreuzgesellschaft (Societatea Națională de Cruce Roșie din România). Am 7. Juni 1978 wurde sie außerordentliche und bevollmächtigte Botschafterin in Dänemark und verblieb auf diesem diplomatischen Posten bis zum 18. April 1978. Zugleich war sie zwischen dem 7. Juni 1978 und dem 2. Oktober 1985 auch Botschafterin in Island und wurde sowohl als Botschafterin in Dänemark als auch als Botschafterin in Island jeweils von Cornelia Filipaș abgelöst.

### Ehrungen und Auszeichnungen
Für ihre langjährigen Verdienste wurde Stana Drăgoi mehrfach ausgezeichnet und erhielt unter anderem 1954 den Orden der Arbeit Dritter Klasse (Ordinul Muncii), 1961 den Stern der Volksrepublik Rumänien Vierter Klasse (Ordinul Steaua Republicii Populare Române), 1964 den Orden 23. August Vierter Klasse, 1966 den Orden Tudor Vladimirescu Vierter Klasse (Ordinul Tudor Vladimirescu) und 1971 Dritter Klasse sowie schließlich 1974 den Orden 23. August Dritter Klasse.